# Midsommervisen
Midsommervisen ist der gebräuchliche Name für das dänische Gedicht und Lied „Vi elsker vort land“, das 1885 von Holger Drachmann geschrieben wurde. Die Melodie stammt von Peter Erasmus Lange-Müller und wurde im selben Jahr komponiert. Das Lied wurde ursprünglich für das Märchendrama Der var engang geschrieben, das in Det Kongelige Teater in Kopenhagen 1887 uraufgeführt wurde. Das Lied erklingt im letzten Akt, wo es ein Jäger auf der Hochzeit des dänischen Prinzen singt.
Die ersten drei Verse werden seit Beginn des 20. Jahrhunderts bei Feiern zum Johannestag (Mittsommerfest) am 23. Juni gesungen.
Shu-bi-dua veröffentlichte 1980 eine Version des Liedes unter dem Namen Midsommersangen auf dem Album Shu-bi-dua 7, für den die Band eine leichter singbare Melodie zu Drachmanns Text komponierte. Diese Fassung wird häufig anstatt der originalen Version gesungen.
Im Jahr 2006 wurde Midsommervisen in den dänischen Kulturkanon aufgenommen.

## Musik
Die Originalmelodie von Lange-Müller in F-Dur ist rhythmisch komplex und weist zwei Taktwechsel auf. Im Singspiel singt sie der Jäger im Wechsel mit dem Chor. Der Notentext liest sich wie folgt: